# إيان يونغ
إيان يونغ (بالإنجليزية: Ian Young)‏ (21 مايو 1943 بنيلستن في المملكة المتحدة - 11 ديسمبر 2019) هو مدرب كرة قدم ولاعب كرة قدم بريطاني في مركز الدفاع. شارك مع منتخب اسكتلندا تحت 21 سنة لكرة القدم. أما مع النوادي، فقد لعب مع نادي سانت ميرين ونادي سلتيك.

## وصلات خارجية
- إيان يونغ على موقع قاعدة بيانات كرة القدم.إي يو (الإنجليزية)
- إيان يونغ على موقع عالم كرة القدم.نت (الإنجليزية)